# Bíblia moralisée
A Bíblia moralisée, também conhecida como "Bible Historiée", "Bible Allégorisée" e às vezes "Emblémes Bibliques", é um nome posterior para os exemplos mais importantes das Bíblias pictóricas medievais, chamadas em geral de "biblia pauperum". Eles são manuscritos iluminados do século XIII, altamente ilustrados e extremamente caros, e pelas cópias que ainda sobrevivem é claro que existiam em pelo menos duas versões com conteúdos diferentes. Eles eram semelhantes na escolha e ordem dos textos bíblicos selecionados, mas diferiam nas deduções alegóricas e morais extraídas dessas passagens.
Embora grandes, os manuscritos continham apenas seleções do texto da Bíblia, junto com comentários e ilustrações. Cada página combina episódios do Antigo e do Novo Testamento com ilustrações que explicam seu significado moral em termos de tipologia.
Existem sete manuscritos totalmente ilustrados sobreviventes do grupo Bible moralisée; todos datam dos séculos XIII ao XV e foram projetados para uso pessoal da família real francesa. Quatro foram criados no início do século XIII, quando a arte da igreja dominava as artes decorativas. Tão comum em vitrais e outras artes góticas da época, as ilustrações são emolduradas por medalhões. O texto explicava os significados teológicos e morais do texto.  Muitos artistas estiveram envolvidos na criação de cada uma das Bíblias moralisées, e suas identidades e partes do trabalho permanecem obscuras.

## Pano de fundo
Na Idade Média européia, a Igreja Católica fazia uso de imagens como meio de instrução, para complementar os conhecimentos adquiridos pela leitura ou pelo ensino oral. Os livros só existiam na forma manuscrita e, sendo extremamente caros, estavam além do alcance da maioria das pessoas. Quase ninguém sabia ler, fora das fileiras do clero e dos monges. Assim, afrescos de cenas do Antigo e do Novo Testamento, vitrais e semelhantes foram instalados nas igrejas, porque, como disse o Sínodo de Arras (1025), "Os analfabetos contemplaram nos traços da pintura o que eles, nunca tendo aprendido a ler, não sabia discernir na escrita”.
As imagens espalharam o conhecimento dos eventos registrados na Bíblia e da conexão mútua entre os fatos principais do Antigo e do Novo Testamento, seja como tipo e antítipo, ou como profecia e cumprimento. Para este propósito, as Bíblias ilustradas da Idade Média foram copiadas e colocadas em circulação. Partes deles remontam aos séculos XI e XII.
As Bíblias moralisées foram criadas para interpretar e explicar as escrituras. Um amplo movimento didático na primeira metade do século XIII foi aquele que deu importância às imagens que ensinavam moralidade. A Bíblia moralisées fez parte desse movimento e tentou fazer exatamente isso. Tanto a representação quanto o texto devem ser lidos porque as imagens contêm uma interpretação do mundo ou momento da história, e os detalhes dentro das imagens têm um significado simbólico.
Os manuscritos eram para uso privado, especificamente as Bíblias moraliées foram projetadas para ensinar os reis franceses. O segundo manuscrito da Bíblia, Viena 1179, pode ter sido escrito em latim com o propósito de ensinar Luís VIII.

## Versões
Esta Bíblia, como de fato todas as Bíblias ilustradas da Idade Média, não continha o texto completo da Bíblia e continha muitos comentários originais. Apenas passagens curtas foram citadas, e não de forma a dar qualquer sentido ou linha de pensamento contínua. Mas o objetivo do escritor parece ter sido principalmente fazer dos textos citados a base do ensino moral e alegórico, da maneira tão comum naqueles dias. No Saltério, ele se contentou em copiar o primeiro versículo de cada salmo; embora, ao lidar com os Evangelhos, ele não citou cada evangelista separadamente, mas fez uso de uma espécie de diatessarão de todos os quatro combinados. Foi feita uma tentativa de estabelecer uma conexão entre os eventos registrados no Antigo Testamento e aqueles registrados no Novo. Assim, o sono de Adão, registrado no início do Gênesis, é considerado uma prefiguração da morte de Cristo; e Abraão, enviando seu servo com ricos presentes para buscar uma esposa para seu filho, é um tipo do Pai Eterno que dá os Evangelhos aos Apóstolos para preparar a união de Seu Filho com a Igreja.
A obra inteira contém cerca de 5.000 ilustrações. As fotos estão dispostas em duas colunas paralelas em cada página, cada coluna tendo quatro medalhões com fotos. Paralelamente às imagens e alternando com elas estão duas outras colunas mais estreitas, com quatro legendas cada, uma legenda para cada imagem; as lendas consistindo alternativamente de textos bíblicos e aplicações morais ou alegóricas; enquanto as imagens representam os assuntos dos textos bíblicos ou das aplicações deles. As ilustrações são executadas com grande habilidade. A pintura é considerada um dos melhores exemplares da obra do século XIII e do manuscrito. estava provavelmente preparado para alguém no nível mais alto da vida. Um exemplar da segunda edição da "Bíblia Moralisée" pode ser encontrado na Bibliothèque nationale de France (MS. Français No. 167). Embora seja idêntica à cópia que acaba de ser examinada na seleção e ordem das passagens bíblicas, ela difere dela na maior simplicidade e brevidade do ensino moral e alegórico nelas baseado. Outra Bíblia importante, destinada a instruir por meio de imagens, foi a que se chamou a "Bíblia Historiée toute figurée". Foi uma obra do final do século XIII ou do início do século XIV. Em linhas gerais e planos, ela se assemelha à classe da Bíblia anterior, mas difere dela na seleção das passagens bíblicas e nas explicações alegóricas derivadas delas. Chegando à vida de Cristo, o autor da "Bíblia Historiée toute figurée" dispensou totalmente um texto escrito e contentou-se em escrever sobre as imagens que retratam cenas da vida de Cristo, uma breve lenda explicativa.
O artigo “A Iconografia das Janelas de Teófilo na Primeira Metade do Século XIII” de Cothren compara as Bíblias moralisées com as Janelas de Teófilo porque ambas têm uma ideia didática de usar imagens para explicar ideias sobre a moral, bem como para justapor cenas do antigo e novo Testamento. A diferença é que a arte com vitrais e as janelas Theophilus são criadas para exibição pública, enquanto as Bíblias moralisées não. Tanto as Janelas de Teófilo quanto as Bíblias moralisées são parte de um movimento didático, em que as imagens são utilizadas para ensinar moralidade.

## As Quatro PrimeirasBíblias moralisées
A cópia mais conhecida da primeira versão é um dos manuscritos ilustrados mais suntuosos preservados para nós desde a Idade Média. Não é mais um volume único; ele foi dividido em três partes separadas mantidas em três bibliotecas. A primeira parte, consistindo de 224 folhas, está na Biblioteca Bodleiana em Oxford. A segunda parte de 222 folhas está na Bibliothèque nationale de France em Paris; e a terceira parte, composta por 178 folhas, encontra-se na Biblioteca Britânica. Faltam seis folhas da terceira parte, de modo que deve conter 184 folhas. Quando completo e encadernado, portanto, todo o volume consistia em 630 folhas, escritas e ilustradas em apenas um lado.
Os manuscritos Oxford-Paris-Londres consistem em 3 volumes e os artistas deixaram evidências em seus trabalhos de trabalho sob pressão. A Bíblia Oxford-Paris-Londres foi a mais acessível por meio de publicação em cinco décadas no século XX.
Viena 2554 chegou à Biblioteca Imperial de Viena em 1783. É a mais conhecida das Bíblias. Possui um frontispício que é uma das imagens mais reproduzidas da Idade Média. Este manuscrito é o mais acessível a estudiosos de todas as Bíblias moralisées, isso se deve a um fac-símile excepcional que foi publicado em cores. Este fac-símile foi publicado em três mil cópias em seu tamanho original em 1973. Além disso, o fac-símile foi republicado (primeiro em 1992 e novamente em 1995) duas vezes com metade do tamanho do original. Essas publicações permitiram o amplo intercâmbio de Viena 2554. A segunda bíblia também está em Viena, seu códice é 1179 e é menos acessível do que Viena 2554 por meio da publicação. Algumas evidências mostram que Viena 1179 foi uma versão repensada do que foi criado pela primeira vez em Viena 2554; isso inverte a conexão usual que é feita entre os dois.
Por causa das relações estreitas entre a França e a Espanha no século XIII, apareceram várias Bíblias moralizadas na Espanha nessa época. Uma versão completa, semelhante à descrita acima, é a Bíblia de São Luís. Foi copiado e ilustrado entre 1226 e 1234 em Paris sob as ordens de Branca de Castela para seu filho Luís IX, que o deu a Afonso X de Castela; permanece em bom estado na Catedral de Toledo. Os três volumes estão expostos no Tesouro da Catedral, tornando esta Bíblia de 3 volumes a mais fácil de todas as Bíblias moralisées para qualquer visitante ver, mas ainda assim era também a mais difícil para um estudioso poder estudar. O número de solicitações que o Capítulo da catedral recebeu de estudiosos que buscavam acesso direto à Bíblia de São Luís para estudar e realizar pesquisas sobre muitos assuntos aumentava a cada dia, então, finalmente, o Capítulo decidiu produzir uma edição fac-símile da Bíblia de São Luís. Depois de abordar diversas editoras, o projeto foi finalmente confiado ao Editor M. Moleiro em Barcelona e desde 2006 está disponível uma edição fac-símile completa.
Houve também a Biblia moralizada espanhola (Biblioteca nacional de Madrid 10232) do final do século XIV, que contém passagens e glosas traduzidas independentemente, embora tenha poucas iluminuras.

## As últimasBíblias moralisées
Das sete Bíblias moralisées, apenas uma, o manuscrito Français 167 na Bibliothèque nationale de France em Paris, sobreviveu em sua forma completa. Français 167 pode ser rastreado quase sem interrupção desde sua criação em Paris para o rei João II da França em 1349-52 até agora. A sexta das Bíblias moralisées é agora conhecida como MS Additional 18719 e é a menos conhecida das sete, e é a obra de um conhecido artista inglês do final do século XIII. Français 166 é a última das sete Bíblias moralisées totalmente ilustradas.

## Data e Locais
Os historiadores ainda contestam a hora, o lugar e os leitores pretendidos das duas primeiras bíblias moralisées, embora o consenso pareça acreditar que elas foram criadas durante as três primeiras décadas do século XIII em Paris.

## As teorias por trás do comissionamento dasBíblias moralisées
1. Não há uma data precisa para Viena 2554, mas há consenso de que o manuscrito é datado em meados do século XIII, provavelmente 1250 ou 1260. Viena 2554 foi escrita em aproximadamente 1208 a 1215 em francês antigo, teoricamente foi encomendada por Filipe II Augusto, para seu filho, Luís VIII ou sua noiva.[22] Um especialista no assunto acredita que esta peça se originou em Champagne, na França.[23] Um ponto de referência para a datação de Viena 2554 é a imagem de um rei barbudo de aparência madura no final de Viena 1179. Esta imagem foi provavelmente criada antes de 1226, quando Luís IX sucedeu a seu pai Luís VIII.[24] A data do manuscrito de Viena 1179 é próxima a Viena 2554, ambos feitos após 1219.[25]
2. Uma teoria aceita a respeito de Toledo é que foi criado por ordem de Branca de Castela para Luís IX, isso pode estar em conexão com seu casamento com Margarida de Provença em 1234 majorita.[26]
3. Oxford-Paris-Londres provavelmente também foi criado por ordem de Blanche de Castela por uma circunstância relacionada durante aproximadamente o mesmo período de tempo. Devido ao fato de que a organização para o casamento de Luís começou em 1233, este pode ser o período em que este manuscrito foi iniciado.[27]
4. Há um debate se o MS Adicional 18719 (Add. 18719) foi criado no final do século XIII ou no início do XIV.[28]
5. Français 166 passou a fazer parte da coleção real em 1518, mas ainda não se sabe como foi parar lá, embora tenha sido teorizado que Aymar de Poitiers pode ter dado manuscritos ao rei Carlos VIII enquanto ele servia na Provença.[29]

## Os Artistas dasBíblias moralisées
Nas Bíblias moralisées todos os artistas que trabalharam nos manuscritos não puderam ser identificados, às vezes o número de artistas que trabalharam em um manuscrito pode ser distinguido. Por exemplo, no Add. 18719 manuscrito, as ilustrações foram criadas por vários artesãos com rapidez e desleixo, as bordas são concluídas de forma grosseira e à mão livre. Enquanto isso, em Français 167 quinze artistas foram distinguidos. Français 166 é diferente neste aspecto, porque alguns dos artistas foram identificados. Três dos cinco artistas de Français 166 foram identificados, incluindo o jovem Mestre do Saltério de Jeanne de Laval, Maitre de Jouvenel e o Mestre do Genebra Boccaccio. Esses artistas não trabalharam ao mesmo tempo, mas retomaram de onde o anterior parou. Há uma possível conexão entre os irmãos Limbourg em 1402 -1404 e as ilustrações nos primeiros três cadernos de Français 166.

### Análise técnica
Nas quatro primeiras Bíblias moralisées, apenas um lado de cada página de pergaminho era usado; esse procedimento aumentou o tamanho do volume, além de tornar a criação dessas bíblias muito cara. Ao contrário das primeiras Bíblias moralisées, Add. 18719 e outras Bíblias moralisées posteriores usaram ambos os lados do pergaminho, portanto, os custos e o tamanho do manuscrito foram reduzidos. Esta mudança permitiu um manuscrito de um volume mais conveniente. Embora essa mudança possa sinalizar que o dinheiro foi um fator na criação de manuscritos posteriores.
Os blocos de texto / imagem nas Bíblias Moralisées são impressionantes por sua simetria. Cada uma das páginas contém 8 medalhões com fundos pintados de ouro, esses 8 medalhões estão dispostos aos pares, ou seja, 4 filas de dois medalhões. Onde os medalhões se tocam, uma flor estilizada se junta aos dois, flores semelhantes marcam onde os medalhões tocam a moldura externa e os espaços entre os medalhões são decorados com quadrados colocados sobre quadrifólios, nestes há bustos de anjo pintados sobre um "fundo" dourado . Cada uma das pinturas dentro dos medalhões continha figuras que foram pintadas em um fundo de folha de ouro e são definidas em um fundo padronizado de azul ou marrom rosa.
Como exemplo, em BnF MS Français 9561, 129 páginas são retomadas com o Antigo Testamento. Destes, os anteriores são divididos horizontalmente no centro, e é a parte superior da página que contém a imagem ilustrativa de algum evento do Antigo Testamento. A parte inferior representa uma cena correspondente do Novo Testamento. mais adiante no volume, três figuras aparecem na parte superior da página e três abaixo. Setenta e seis páginas no final do volume são dedicadas a retratar a vida de Jesus Cristo e da Santíssima Virgem.
Na maioria das Bíblias moralisées, as evidências mostram que os escribas completaram o texto depois que as decorações foram concluídas. O texto complementava as imagens, sendo semelhante a uma legenda. Isso pode ser visto mais obviamente onde o texto ultrapassa o dourado ou as bordas que foram pintadas para o texto se encaixar. Uma diferença entre o MS Adicional 18719 e o anterior Bibles moralisées é que o MS Additional 18719 (e Add.18719) seguiu o procedimento usual para a iluminação do manuscrito, onde os escribas trabalharam primeiro e depois os artistas adicionaram imagens.
Français 166 copia o layout e o texto usados em Français 167. Enquanto isso, Viena 1179 e Toledo são muito semelhantes, às vezes as duas podem ser diferenciadas em fotografias, pois consistem no mesmo layout. Français 167 é semelhante a Add. 18719 em que ao contrário das outras Bíblias moralisées eles ambos os lados das folhas de pergaminho.

### Estado de Preservação
Quase todos os manuscritos datados do período medieval foram recuperados. Por exemplo, Add. Em 18719 foi recuperado nos tempos modernos, a costura da nova encadernação é característica da técnica de ponto apertado que foi usada pelo Museu Britânico na segunda metade do século XIX.
Viena 1179 foi bastante danificada pela água; o dano não foi igual a todas as páginas, mas suficiente para exigir a reescrita de todos os textos posicionados na parte superior das páginas afetadas. Essa reescrita pode ser testemunhada em que o escriba que restaurou os textos sobre Ruth não era o escriba original, sua obra não era angular e parecia mais as inscrições usadas em Toledo pr Oxford-Paris Londres, duas outras bíblias das bíblias moralisées, daí este o dano foi causado depois que o manuscrito foi concluído.
Français 167 passou por uma restauração antecipada, devido a extensos danos causados pela água. Três lados das folhas de pergaminho foram cortados na maior parte do livro e as tiras de substituição foram coladas, também o texto foi tatuado novamente em alguns lugares que foram afetados pelas tiras de substituição. As imagens substituídas foram criadas para imitar os originais e foram identificadas como tendo sido concluídas por um mestre que trabalhou para o rei Carlos V por volta de 1370-1380.
Mesmo as partes do Français 166 que sobreviveram nunca foram totalmente concluídas. Todos os aspectos do Français 166, como cabeçalhos, desenho das molduras, pinturas etc., estão todos em diferentes estágios de conclusão em diferentes pontos do manuscrito. Adicionar. 18719 foi inteiramente ilustrado com desenhos, o que levanta questões sobre se foi deixado inacabado.

### Estilo
Um dos artistas que ilustrou Add. 18719, identificado apenas como artista E, usou habilidades excepcionais em seus desenhos. Suas figuras eram altas e magras, com pescoços alongados. As figuras estão vestidas com cortinas que pendem e mostram pesadas dobras angulares. As cabeças ficam em ângulos estranhos nos pescoços, muitas vezes inclinadas fortemente. As figuras têm testas largas e queixos pequenos. O trabalho deste artista foi comparado ao Ashridge Comestor, British Library, MS Royal 3. D.VI, que é um manuscrito diferente. O estilo usado pelo artista E é uma reminiscência da Escola da Carolingian Rheims School of art. A escola de Rheims também usava figuras alongadas, com pescoços e figuras compridas. As cabeças de alguns dos esboços também ficam peculiarmente sobre os ombros e as cortinas nas quais as figuras estão vestidas também têm dobras angulares. A escola de arte de Rheims produziu arte que deu muita sensação de movimento.
As primeiras Bíblias moralisées são um exemplo do afastamento das influências bizantinas, esse movimento faz parte do movimento da arte gótica inicial. O estilo gótico inicial durou até meados do século XIII e é caracterizado por um estilo mais suave e realista do que o estilo de influência bizantina. “Na França, o estilo é particularmente notável em uma série de magníficas Bíblias Moralisées ... feitas provavelmente para a corte francesa c. 1230–40. ” 

### Iconografia
O frontispício de Viena 2554 é famoso e freqüentemente reproduzido. Este frontispício mostra a figura de Deus curvada durante a obra da criação. “Não há antecedente iconográfico próximo para esta imagem.” Nesta imagem, Deus está utilizando um grande par de compassos, que são cuidadosamente equilibrados de modo a desenhar e definir. A mão esquerda de Deus parece estar no processo de colocar em movimento o disco que é o cosmos. Em um estudo amplamente lido da arquitetura gótica por Otto Von Simpson, esta imagem é intitulada “O Criador como Arquiteto”, este tema tem sido importante de Platão em diante. No entanto, o significado deste frontispício foi amplamente debatido. Vienna 1179 também tem uma imagem do criador de página inteira. Nesta imagem, Deus está sentado em um trono sem encosto e segurando a orbe do universo em seu colo. Com a mão direita ele gira as bússolas. Nesta imagem, ele está envolto em uma moldura retangular por uma mandorla apoiada nos cantos por quatro anjos voadores. Esta ideia de Deus como um criador, com imagens de Deus segurando bússolas, foi reproduzida em várias Bíblias moralisées e muitos debates cercaram o significado e a origem dessa ideia.

### Informação Codicológica
As Bíblias moralisées foram criadas em papel pergaminho de alta qualidade. Cada uma das Bíblias era um dos livros mais caros que haviam sido criados na Europa medieval. Todas as bíblias foram criadas em grandes folhas de pergaminho de alta qualidade em que o trabalho foi feito apenas em um lado de cada pergaminho. Tintas e tintas caras também foram usadas na criação das Bíblias moralisées, por exemplo, o azul que foi usado nas bordas, fundos e roupas era lápis-lazúli. Poucos detinham os recursos para comissionar essas obras, exceto a realeza.  Em cada página das Bíblias moralisées, há oito imagens organizadas em quatro colunas. Cada um é uma imagem bíblica e moralizante que é acompanhada por um texto. Ao contrário da maioria dos manuscritos iluminados, onde as imagens são secundárias ao texto, nesses manuscritos as imagens são o aspecto dominante, isso é evidente pelo fato de os manuscritos conterem mais de 24.000 ilustrações.

## Fólios
Viena 2554 agora se destaca das outras Bíblias moralisées como visivelmente a menor, consistindo de 131 fólios. O dano e a desordem das páginas agora deixam poucas evidências do tamanho original do volume. Enquanto isso, Vienna 1179 tem quase duas vezes a espessura de Vienna 2554, consistindo de 246 fólios. O MS Adicional 18719 agora consiste em 311 fólios, enquanto o total original era de 321 fólios e 642 páginas. Français 167 é um volume único e contém 322 fólios numerados. Por último, Français 166 consiste em um volume e 169 fólios, contendo 1.340 ilustrações.

## Outras Bíblias ilustradas
Existe um MS. existente no Museu Britânico (adicionado. 1577) intitulado "Figures de la Bible", que consiste em imagens que ilustram eventos na Bíblia com texto descritivo curto. Isso é do final do século XIII ou início do século XIV. Da mesma data é a "Historia Bibliæ metrice" que está preservada na mesma biblioteca e, como o nome indica, tem um texto métrico. O Velislai biblia picta é uma bíblia ilustrada da Boêmia do século XIV.
Existem espécimes de Bíblias ilustradas manuscritas de datas anteriores. Exemplos são a Bíblia preservada na biblioteca da Basílica de São Paulo Extramuros, em Roma; a da Biblioteca Amiens (MS. 108) e a da Biblioteca Real de Haia (MS. 69).